# 存在価値
存在価値（そんざいかち）とは、ある人間やものが存在する事の価値を表す言葉である。ただし、明確に数値化されるものではなく、価値の大きさは専ら「ある」「ない（ゼロ）」のみで表現される。
生態系の評価、絶滅危惧種の価値などの一部ではアンケートによる金銭評価などが、定量的な比較に用いられることもある（existing value）

## 概要
存在価値が問われるのは、ある集団（グループ）や分類（カテゴリ）などに属する人やものである。それに対し存在価値を問うのは、必ずしも問われる側と同じ集団（グループ）や分類（カテゴリ）などに属するとは限らず、全く関係のない外部の人間が判断を下す事も少なくない。明確ではないと思われる存在価値だがその意味は重い。なぜなら、他人による判定で存在価値がないと言われる、もしくはないと言われたと認識することは、自分の存在そのものの否定に繋がるためである。つまり他者による肯定こそが存在価値を確定する。（考え方次第では一人でも存在価値の肯定をすることは可能である。）
「存在価値あり」という事は、存在価値を問われた人やものが、その集団（グループ）や分類（カテゴリ）にとって有益な存在であると認識されているという事である。逆に「存在価値なし」「存在価値ゼロ」というのは、存在価値を問われた人や物が、その集団（グループ）や分類（カテゴリ）に何の益ももたらさない存在であるとみなされているという事である。ただし「なし（ゼロ）」という事は、「プラスではないがマイナスでもない」という事であり、「有害な存在である」という烙印を押された訳では決してない。

### 存在価値とは何か？
「存在価値 (valeur existentielle または valeur d'existence)」とは「他者に対する自己の相対的優越性」である。人はこの「存在価値」という「他者に対する自己の相対的優越性」を欲するから「目立ちたい」「抜きん出たい」「空気のような存在でありたくない」と願うのである。 また、文化の違いを超えて普遍的に見られる、ブランド商品を所有したがる心理や、強者に同化したがる心理は人が「存在価値」という「他者に対する自己の相対的優越性」を確保しようとするからである。この「他者に対する自己の相対的優越性」を私は「存在価値」と呼ぶ。このように「存在価値」とは「対世間的な自己の相対的優越性」であるから、自己の優越性を評価してくれる他者の存在が不可欠である。ゆえに、自己の信念として、独我的に成立する「存在理由 (raison d'être) 」とは全く別物である。

### 人はなぜ自己の存在価値を求めるのか？
なぜなら、人は「自己が何者かである」という、自己の「存在価値」（他者に対する自己の相対的優越性）を確保することにより、自己存在を実感して、その「存在実感」をもって自己存在を実体視し、その、得られた「実体的存在幻想」をもって、精神的安定（安心立命）を得ているからである。つまり、人は自己の存在価値を確保することにより、「実体的存在幻想」を得て、自己が安心できる「自己存在」を構成しているのである。ゆえに、「存在」とは、「存在物」の同義語ではなく、「存在価値」によって構成された実体のない「縁起体」なのだ。それゆえ、人は自己の存在価値が確保できないとき、自己が存在し得なくなる。つまり、人は自己が「存在物」として「有」であっても、「存在」として「有」であるとは限らないということだ。「無色透明な空気のような存在」とは、その端的な表現である。また、「性同一性障害」とは、「存在物」（生物学的特性）と「存在」（実体的存在幻想）との不一致のことであると理解できる。

### 存在価値はなぜ、社会問題発生の原因となり得るのか？
なぜなら、人は自己の存在価値が確保できないとき、自己を「存在」とするために、つまり「実体的存在幻想」を確保して、精神的安定（安心立命）を得るために、反社会的な行為に訴えてでも自己の存在価値を確保しようとするからである。まさに「存在価値問題」とは「存在問題」そのものなのである。このことこそが現代において社会問題を多発させている原因であろう。
伝統的な共同体で社会問題が少なかったのは、そこでは「自己実現の自由」は極度に制限されていたから、現代のような「成りたい自分に成れる自由」はなかったが、自己が共同体内に組み込まれている限り、そこでの「存在価値」は保証されていた。つまり、共同体が成員の存在価値自動構成装置として機能していたからである。しかし、都市化はその存在価値自動構成装置を崩壊させてしまったから、各自が自己の存在価値を証明、確保し、自己存在を構成しなければならなくなったのである。現代人は自己を存在とし、精神的安定（安心立命）を得るために自己の存在価値を求めずにはいられなくなっているのだ。そして、現代は人の存在価値確保への欲望を否定、抑圧できる時代ではないから、様々な社会問題が発生することは避けがたいのである。

### 解決策はあるのか？
現代社会において、非行、イジメ、カルト宗教、原理主義、民族紛争などの問題を多発させている根本原因は、「存在価値の確保問題」であるから、「存在価値」というキーワードは現代社会に生起する様々な問題を統一的に理解するための鍵となり得る。考えられる解決策は、人間の存在価値の確保への欲望を 1）抑圧する、2）保証する、3）超越する、かである。
強権を発動できる独裁国家で採られている対策が、1の「抑圧する」であり、民主的な現代文化国家で採られている対策は、2の「保証する」が基本であるが、この「保証する」という対策は完全な解決策に成りえないことは明白である。というのも、「存在価値」も相対的であることを免れ得ない「価値」の一種であるから、「万人の存在価値（他社に対する自己の相対的優越性）を保証する」などということは出来ない相談なのである。それゆえ、この方法は社会問題を減少させることに効果は期待できても、完全な解決策とは成りえないのである。3の「超越する」は、世俗的な方法としては「存在価値 (valeur existentielle)」に生きるのではなく、「存在理由 (raison d'être) 」に生きることで、「存在価値」からの一種の超越が実現されるであろう。

## 参考図書
- 鎌田秀雄『存在価値の論理』今町屋出版、2005年1月。ISBN 9784990233808。